# Tirannie van de meerderheid
Tirannie van de meerderheid is het opleggen van de wil van de meerderheid aan een minderheid. Bij het democratische meerderheidsbeginsel kunnen minderheden zo in de verdrukking komen, maar ook de meerderheid zelf kan hier het slachtoffer van worden door conformisme en politieke correctheid. Dit kan vergeleken worden met de onderdrukking door tirannen en despoten.
Het begrip werd bekend door de Franse politiek filosoof Alexis de Tocqueville (1805-1859). Hoewel hij bewondering had voor democratie vanwege de maatschappelijke gelijkheid voor allen, zag hij ook de nodige gevaren. In Over de democratie in Amerika schrijft hij:

Er zijn mensen die beweren dat, met betrekking tot de zaken waar het belang in stelt, het volk nooit de grenzen van recht en redelijkheid zal overschrijden en dat men daarom zonder vrees de meerderheid die dat volk vertegenwoordigt, alle macht in handen kan geven. Niemand ontkent dat alleenheersers misbruik kunnen maken van de hun toevertrouwde macht. Hoe kan men dan staande houden dat een almachtige meerderheid dat niet zou doen? Veranderen mensen soms van aard wanneer ze zich samen voegen? Ik hecht hier alleszins geen geloof aan en weiger het absolute beschikkingsrecht evenmin aan één man als aan meerdere te geven. Er is geen gezag op aarde, hoe respectabel op zich ook, dat ik zonder controle en zonder tegengewichten zijn gang zou laten gaan.

Om te voorkomen dat er een absoluut en despotisch regime komt, waarvan hij de kans hoger acht bij een volk waar gelijkheid bestaat, stelt hij een aantal maatregelen voor. Zo zou het bestuur niet volledig in handen van de overheid moeten zijn, maar deels uitgevoerd worden door tijdelijk verkozen bestuursambtenaren. Vereniging van burgers, persvrijheid en onafhankelijke rechtspraak zijn ook belangrijk om een al te grote staatsmacht te voorkomen.
Het begrip 'tirannie van de meerderheid' is niet afkomstig van Tocqueville, maar van de Griekse filosofen Plato en Aristoteles:

Op plaatsen waar de wetten niet soeverein zijn, daar krijgen volksleiders hun kans. Het volk wordt dan tot een alleenheerser, één persoon samengesteld uit velen, want de meerderheid is er soeverein, niet als individuen maar als collectief. ... zo'n volk ... streeft als elke alleenheerser naar alleenheerschappij, doordat het zich niet laat regeren door de wet. Het gaat trekken vertonen van een despoot ... de vorm van alleenheerschappij waarmee dit volksbewind te vergelijken is, is de tirannie." (Aristoteles, Politika 1292 a)